# Ragnarsdrapa
Ragnarsdrapa (Ragnarsdrápa) var en dikt på drottkvätt som skapades av den norske skalden Brage Boddason under tidigt 800-tal. Endast nio strofer och elva halvstrofer av drapan har bevarats; de finns alla i Snorres Edda.

## Drapans namn
De flesta drapor som namngivits efter personer har innehållit skildringar av dessa personers liv. Ragnarsdrapa däremot kallas så, därför att den blivit tillägnad en storman vid namn Ragnar som tack för att denne vid något tillfälle skänkt skalden en kostbar sköld. I en av stroferna omtalas att Ragnars far hette Sigurd, och på två ställen i Skáldskaparmál identifierar Snorre Sturlasson denne Ragnar Sigurdsson med kung Ragnar Lodbrok, som enligt isländsk sagotradition var son till sveakungen Sigurd Ring. Snorre kallar därför också drapan för Ragnar Lodbroks drapa (Ragnars drápa loðbrókar).

## Innehåll och disposition

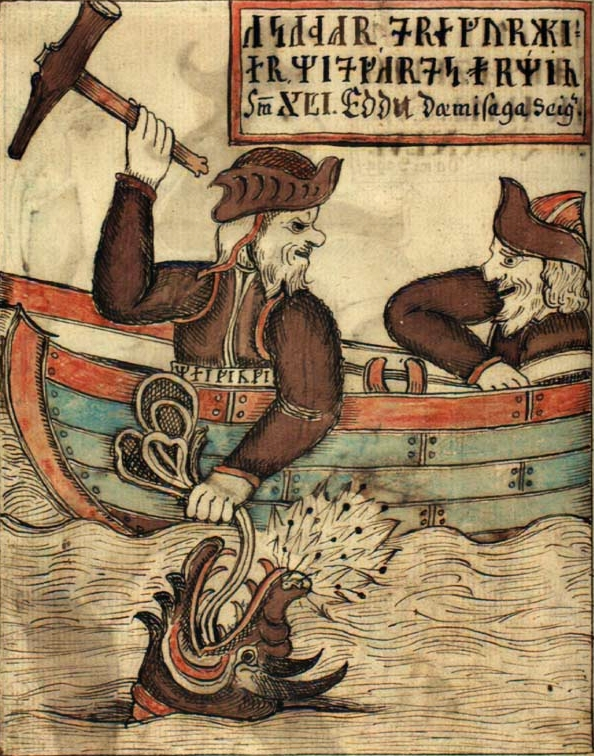
Tor fångar Midgårdsormen i ett isländskt manuskript från 1760. (NKS 1867 4to)

Drapans bevarade stef (omkväde) lyder:
| Ræs gáfumk reiðar mána Ragnarr ok fjǫlð sagna. | Ragnar gav mig skölden och en mängd berättelser. |  |

Det har alltså rört sig om en så kallad skölddrapa, som beskrivit de olika bilder som funnits målade eller utsirade på skölden. I en halvstrof, som bör ha tillhört drapans inledning, framgår också att Ragnars gåva till skalden överlämnats av en viss Hrafnkel (Hrafnketill), Korp-Kettil, som nu uppmanas lyssna till hur skalden lovprisar skölden och dess givare. Tanken är väl att Hrafnkel skulle lära sig drapan och därefter frambära den till kung Ragnar.
Hur lång drapan har varit är omöjligt att veta, men rimligen bör den ha innehållit lika många ”berättelser” (stefjabalkar) som det har funnits bildframställningar på skölden. Finnur Jónsson antog att skölden kunde ha varit indelad i fyra bildfält och trodde sig också i Brages bevarade strofer och stroffragment kunna urskilja rester av fyra tänkbara balkar. Enligt hans rekonstruktion skulle då drapan ha haft följande utseende:
Balk 1 har behandlat en episod ur Völsungasagan, nämligen bröderna Hamdes (Hamðir) och Sörles (Sǫrli) överfall på kung Jörmunrek (Jǫrmunrekkr) för att hämnas dråpet på deras syster. Fyra strofer och en halvstrof har bevarats ur denna balk som Snorre uttryckligen säger kommer från Ragnarsdrapan.
Balk 2 har handlat om den eviga Hjadningakampen (Hjaðningavíg) mellan kungarna Hedin (Heðinn) och Högne (Hǫgni). Också ur denna balk har fyra strofer och en halvstrof bevarats, vilka enligt Snorre kommer från Ragnarsdrapan.
Balk 3 har berättat historien om jättinnan Gefjon som spände sina oxar för plogen och plöjde ut Själland från svearnas rike och drog det till Danmark. Kvar i Sverige blev ett hål som snart fylldes med vatten och fick namnet Lǫgrinn (det vill säga Mälaren). Endast en strof ur denna balk har bevarats. Den finns i Gylfaginning, kapitel 1, liksom i Ynglingasaga, kapitel 5.
Balk 4. Här har Finnur Jónsson pusslat ihop sju halvstrofer ur Skáldskaparmál, vilka alla tillskrivs Brage och tycks handla om hur Tor på sin berömda fisketur med jätten Hymer lyckades få Midgårdsormen på kroken. Detta ämne har för övrigt varit synnerligen populärt både inom skaldekonst och bildkonst. Andra skalder som behandlat det är Ölve hnuva, Eystein Valdason, Gamle gnävadarskald och Ulf Uggason (i Húsdrápa).

## Helt försvunna balkar (?)
I Brages litterära kvarlåtenskap finns ytterligare några ”obestämbara diktfragment” på drottkvätt som mycket väl skulle ha kunnat härröra från Ragnarsdrapan, men i så fall från i övrigt helt förlorade balkar. Finnur Jónsson nämner själv en tvårading ur Tredje grammatiska avhandlingen, vilken tycks handla om Odens häst. En annan halvstrof omtalar dråpet på den niohövdade jätten Trivalde (Þrívaldi), och i den sista halvstrof som Finnur Jónsson i brist på bättre placerar in i balken om Tors fiskafänge berättas hur jätten Tjatses ögon kastas upp på himlavalvet. Också Anthony Faulkes räknar denna strof till Ragnarsdrapan, men frågan är vad den har med Tors fiske att göra. Egentligen skulle den ha passat bättre som avslutning till en balk om hur Tjatse rövade bort gudinnan Idun från Asgård. Att också denna myt har varit ett tänkbart sköldmotiv framgår av Tjodolf av Hvins skölddrapa Höstlång (Haustlǫng).

## Den första dikten på drottkvätt (?)
Brage Boddason är den förste kände skald som brukade drottkvätt, men vilken utveckling som ligger bakom detta komplicerade versmått är okänt. Den norske filologen Hallvard Lie, som specialiserade sig på norrön skaldediktning, antog att det mycket väl kan ha varit Brage själv som skapade versmåttet, och att det kan ha skett just i samband med att han författade denna skölddrapa. Det nya versmåttet skulle då ha varit ett försök att till ordkonst överföra sköldens bildkonst. Drottkvättstilen, med dess uppbrutna, ”slingrande” ordföljd och insprängda rebusartade kenningar, skulle då kunna ses som en direkt språklig motsvarighet till bildkonstens slingrande ornamentik.
Om detta är riktigt, och om Ragnarsdrapa var historiens första drottkvädna dikt, så skulle detta onekligen stödja Finnur Jónssons förmodan att de flesta av Brages bevarade diktfragment på drottkvätt härrör från just denna drapa.